# Dubai Internet City
Koordinaten: 25° 5′ 40,6″ N, 55° 9′ 37,2″ O
Dubai Internet City (arabisch مدينة دبي للإنترنت, DMG Madīnat Dubayy li-l-Intarnit) ist der Name einer Freihandelszone im Emirat Dubai. Die Dubai Internet City ist als Technologiepark ausgewiesen und wurde von der Regierung von Dubai mit Steuerprivilegien ausgestattet.
Grundidee ist, an einem Ort möglichst viele innovative Unternehmen anzusiedeln, die sich mit dem Internet sowohl technologisch als auch kommerziell als Handelsplattform befassen. Im Fokus haben die Initiatoren den gesamten südasiatischen und afrikanischen Raum mit einer Bevölkerung von über zwei Milliarden Menschen. Die Initiative der Regierung ließ in Dubai viele Software- und Technologieunternehmen ansiedeln.
Die Dubai Internet City liegt 25 Kilometer südlich des Stadtzentrums von Dubai ganz in der Nähe der nach einem ähnlichen Konzept gegründeten Dubai Media City und östlich der Dubai Marina. Ebenso hat sich die private American University in Dubai in der Nachbarschaft angesiedelt.

## Geschichte
Die Dubai Internet City wurde offiziell im Oktober 2000 eröffnet und umfasst 2008 über 850 Unternehmen mit weit über 10.000 Beschäftigten.

## Unternehmen
Unter den bisher in der Dubai Internet City angesiedelten Unternehmen befinden sich unter anderen die lokalen Büros von Microsoft, Sun Microsystems, Cisco, HP, Nokia, Siemens, Sybase, AT&T, SAP und IBM.